# Paramyxininae
Paramyxininae – wyróżniana przez niektórych taksonomów podrodzina bezżuchwowców z rodziny śluzicowatych (Myxinidae).

## Rodzaje
Podrodzina obejmuje rodzaj:
- Paramyxine

przez innych uznawany za synonim rodzaju Eptatretus.